# Tetralophodon
Genre
Espèces de rang inférieur
- †T. longirostris (Kaup, 1832) (type)
- †T. curvirostris (Bergounioux and Crouzel, 1960)
- †T. gigantorostris (Klähn, 1931)
- †T. punjabiensis (Lydekker, 1886)
- †T. xiaolongtanensis (Chow and Chang, 1974)
- †T. euryrostris (Wang, Saegusa, Duangkrayom, He, and Chen, 2017)[1]

Tetralophodon (« dent à quatre arêtes ») est un genre fossile de gomphothère appartenant à la super-famille des Elephantoidea.

## Classification
Le genre Tetralophodon est décrit en 1857 par le paléontologue écossais Hugh Falconer,.

### Fossiles
Selon Paleobiology Database en 2023, ce genre a quarante-six collections de fossiles référencés.
Ce genre Tetralophodon est connu du Miocène au Pliocène de l'Afro-Eurasie,,.

## Description

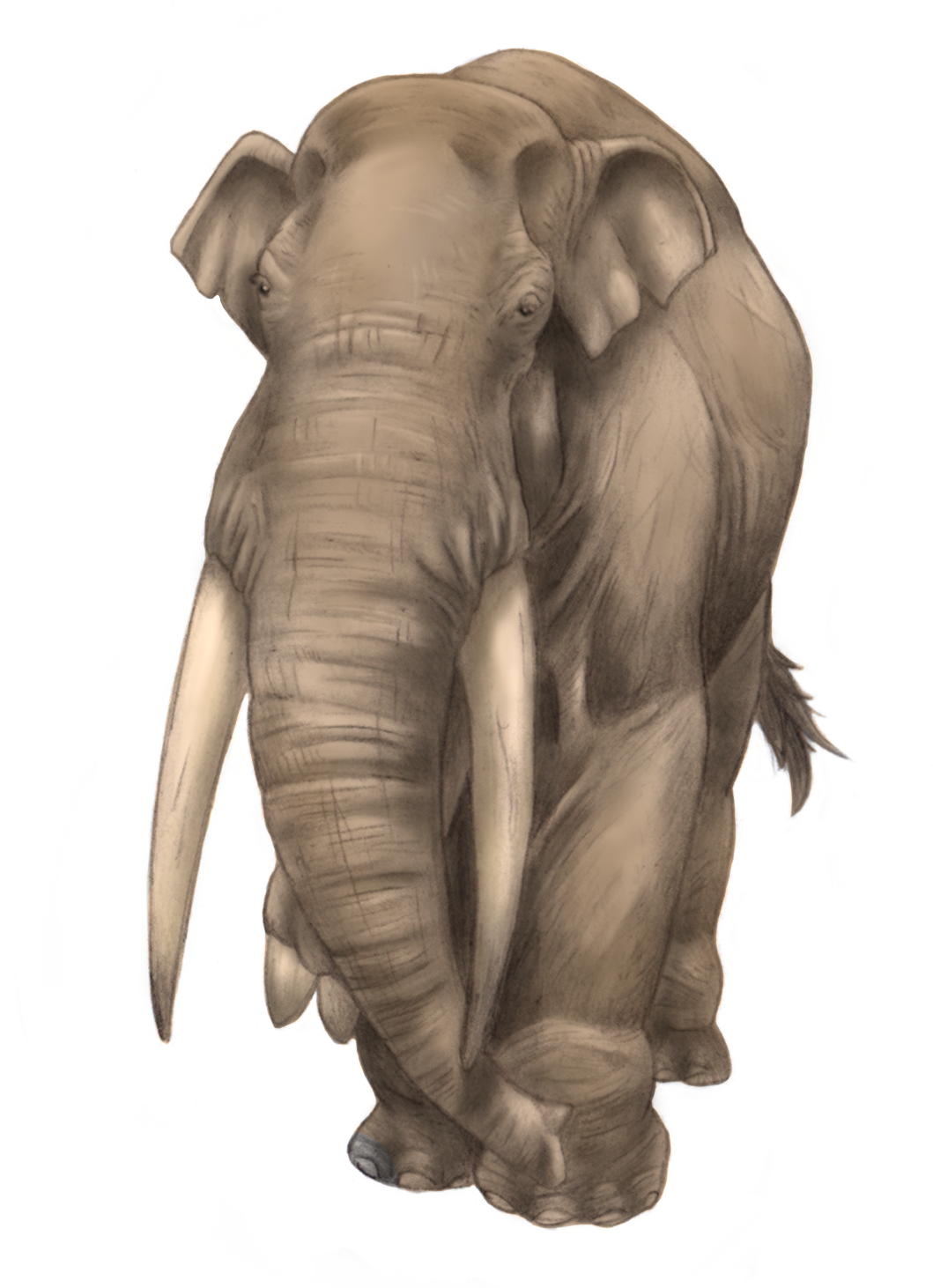
Reconstitution

Tétralophodon était un animal ressemblant à un éléphant qui a existé du Miocène supérieur au Pliocène moyen.
On pense qu'il mesurait entre 2,58 à 3,45 m de haut à l'épaule, pour un poids allant jusqu'à 10 tonnes, plus grand que l'éléphant d'Asie actuel, avec une longue trompe et des incisives allant jusqu'à 2 m de long. On pense que ces incisives ont été utilisées comme mécanisme de défense.

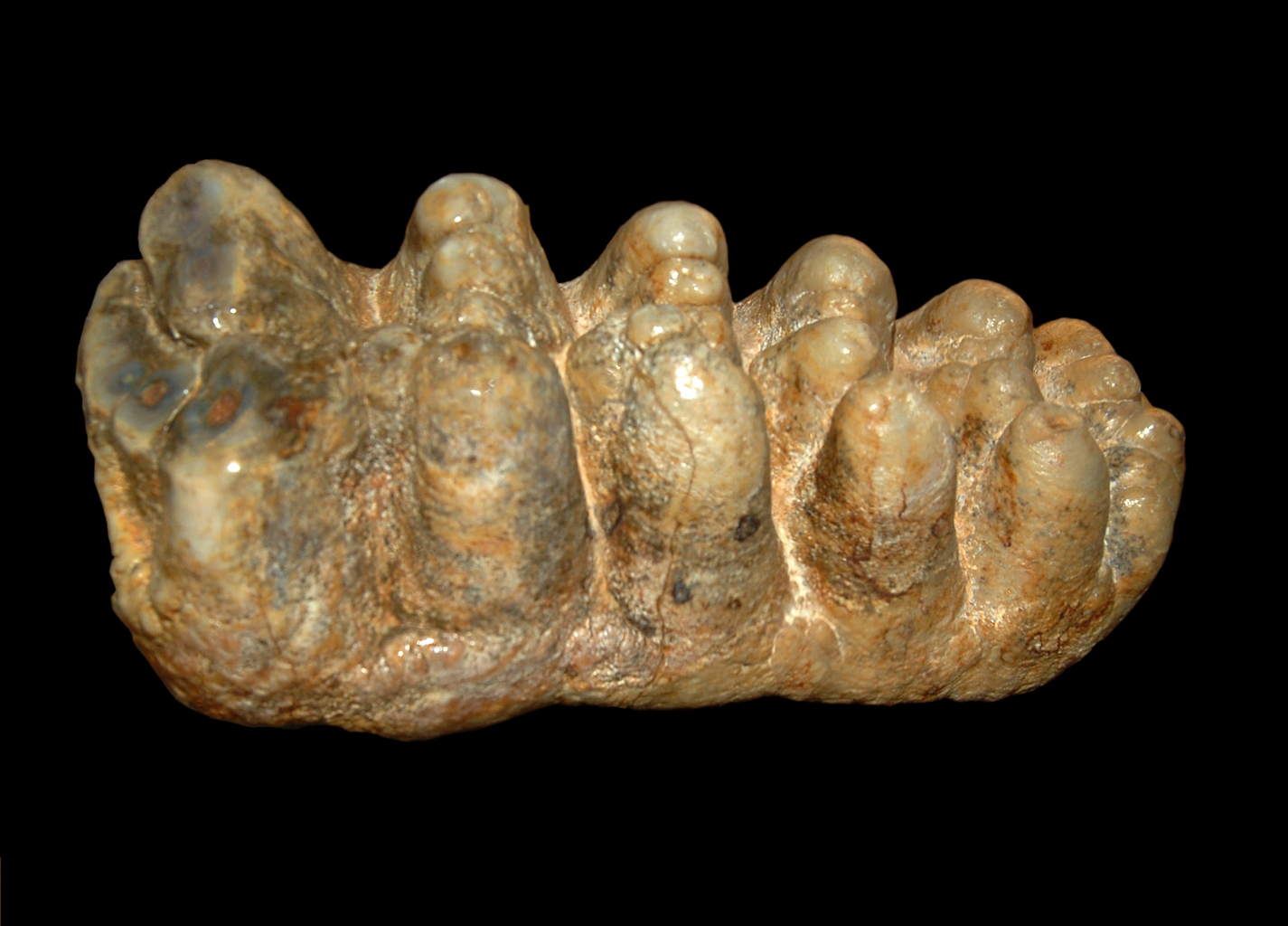
Dent de Tetralophodon.

Les grandes dents de joue à quatre cuspides de ces animaux mesurent environ 60 mm sur 80 mm, soit environ six fois la taille d'une dent humaine normale. Ces dents bunodontes à couronne basse étaient adaptées au broyage et au broyage, par rapport à d'autres mammifères de cette époque qui avaient des dents pointues utilisées pour couper. Les dents indiquent un régime de gros fruits et légumes. Ce régime alimentaire était facilité par la grande taille et les longs troncs qui permettaient à ces mammifères d'atteindre de grands arbres fruitiers.
Certaines caractéristiques, concernant principalement les dents, sembleraient rapprocher Tetralophodon de l'origine des éléphants d'aujourd'hui. Les molaires, en particulier, sont plus avancées et spécialisées que celles des autres gomphothères.

## Distribution

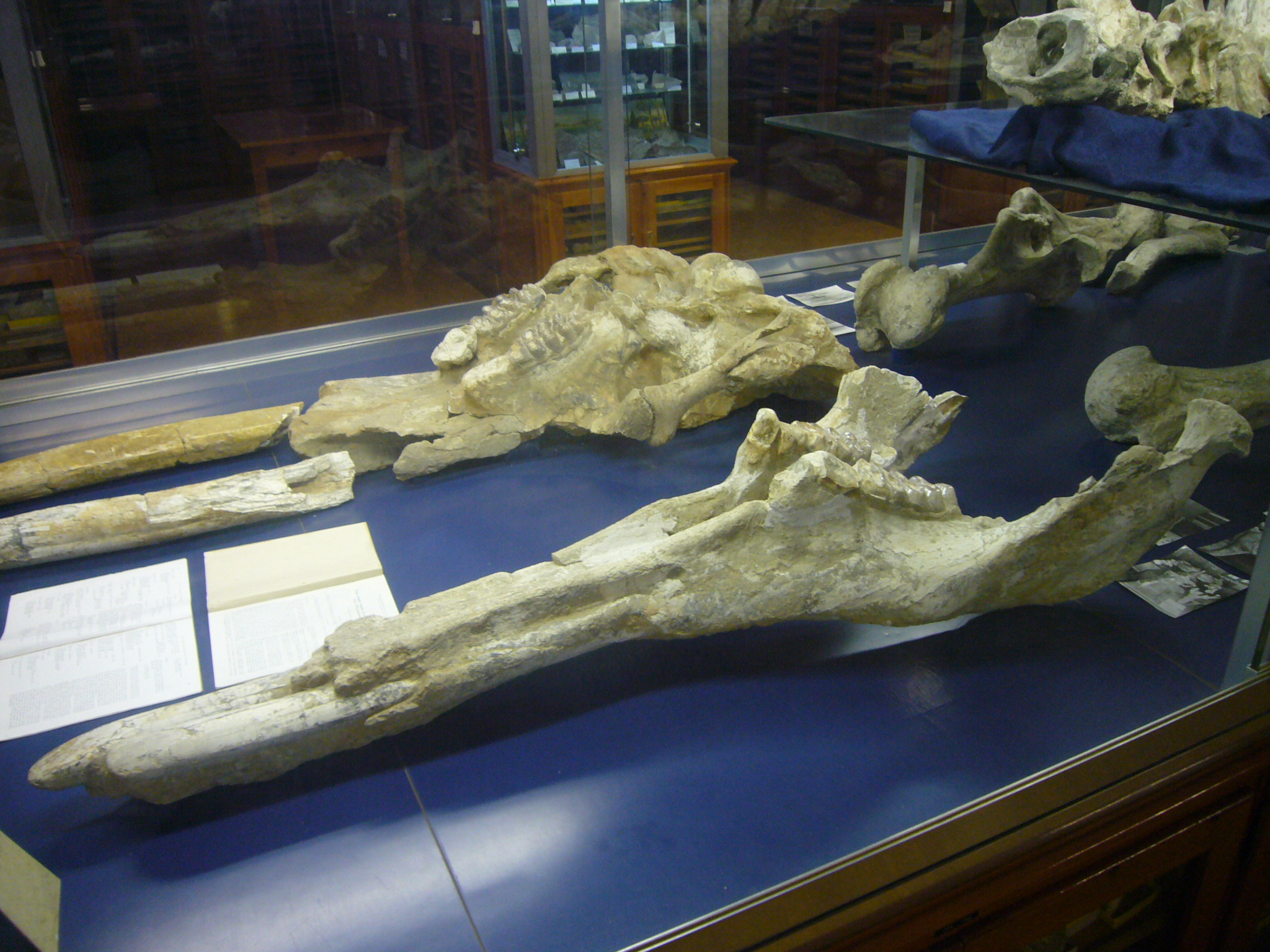
Crâne et défenses fossiles de T. longirostris, de Ballestar, Espagne au Museu Geològic del Seminari de Barcelona, Barcelone.

Ces animaux étaient des proboscidiens très répandus et couronnés de succès. Leurs fossiles ont été trouvés du Miocène supérieur au Pliocène moyen de l'Europe, de l'Asie et de l'Afrique. La plupart des archives fossiles de Tetralophodon sont des dents à quatre arêtes. Les espèces nord-américaines, T. campester et T. fricki, ont été déplacées dans le genre Pediolophodon en 2007.

## Écologie
Il a été suggéré que des spécimens de Tetralophodon du Miocène supérieur d'Afrique de l'Est étaient des navigateurs et des nourrisseurs mixtes sur la base d'une analyse de mésousure. L'analyse de l'usure des dents suggère qu'ils avaient développé un mouvement proal (mouvement d'arrière en avant) dans les mâchoires inférieures, semblable à celui utilisé par les éléphants modernes.